# Paolo Bordoni
Paolo Bordoni (* 22. Juli 1942 in Bergamo; † 26. September 2022 in Mailand) war ein italienischer Pianist, der international durch seine Gesamtausgabe der Walzer von Franz Schubert bekannt wurde.

## Leben
Bordoni studierte in Rom bei Gobbi Belcredi und in Paris bei Magda Tagliaferro. Er absolvierte Auftritte als Liedbegleiter u. a. bei der Schubertiade in Hohenems. 1988 debütierte er in den Vereinigten Staaten, wo er in Charleston gemeinsam mit dem New York Orchestra, dirigiert von Raymond Leppard, Ludwig van Beethovens 3. Klavierkonzert aufführte.
Er war Dozent an der Accademia Musicale Pescarese.

## Aufnahmen
- Für EMI: Fantasien von Mozart, Improvisationen und Variationen von Chopin, Sämtliche Walzer von Schubert (seine bekannteste Aufnahme).
- Für Divox: Walzer von Chopin, Grieg, Lisz, Ravel, Debussy, Tänze von Schubert
- Für Novalis: Konzertstück opus 86 von Schumann (mit dem Symphonieorchester von Basel, dirigiert von Mario Venzago).